# Euphyia lamprotis
Euphyia lamprotis là một loài bướm đêm trong họ Geometridae.